# Chrysosplenium tosaense
Chrysosplenium tosaense är en stenbräckeväxtart som först beskrevs av Tomitaro Makino, och fick sitt nu gällande namn av Tomitaro Makino och Suto. Chrysosplenium tosaense ingår i släktet gullpudror, och familjen stenbräckeväxter. Inga underarter finns listade i Catalogue of Life.